# Ніхвор
Ні́хвор (рос. Нихвор) — присілок у складі Гаринського міського округу Свердловської області.
Населення — 79 осіб (2010, 142 у 2002).
Національний склад населення станом на 2002 рік: росіяни — 99 %.